# Heckenberg (Wallenfels)
Heckenberg ist eine Wüstung auf dem Gemeindegebiet der Stadt Wallenfels im Landkreis Kronach (Oberfranken, Bayern).

## Geographie
Die Einöde lag 1,5 km nördlich von Wallenfels in Hanglage zu einem gleichnamigen Berg auf einer Höhe von 422 m ü. NHN. Im Norden fällt das Gelände ins Tal der Leutnitz ab, im Westen ins Tal eines rechten Zuflusses der Leutnitz.

## Geschichte
Gegen Ende des 18. Jahrhunderts bestand Heckenberg aus einem Anwesen. Das Hochgericht übte das bambergische Centamt Wallenfels aus. Das Vogteiamt Wallenfels war der Grundherr des Ganzhofes.
Mit dem Gemeindeedikt wurde Heckenberg dem 1808 gebildeten Steuerdistrikt Wallenfels und der 1818 gebildeten Ruralgemeinde Neuengrün zugewiesen. 1894 ist der Hof abgegangen. 1909 wurde das Flurgrundstück des Anwesens nach Wallenfels umgemeindet.

### Einwohnerentwicklung
| Jahr      | 001800 | 001818 | 001861 | 001871 |
| Einwohner | 6      | 7      | 5      | 9      |
| Häuser    | 1      | 2      |        |        |
| Quelle    | [ 5 ]  | [ 3 ]  | [ 6 ]  | [ 7 ]  |

## Religion
Der Ort war ursprünglich katholisch und nach Mariä Geburt (Steinwiesen) gepfarrt.

## Weblink
- Heckenberg in der Ortsdatenbank des bavarikon, abgerufen am 20. August 2021.